# 内談方
内談方（ないだんかた）とは、康和3年（興国5年/1344年）－貞和3年（正平4年/1349年）に存在した室町幕府の所務沙汰審議機関。

## 概要
室町幕府成立当初は、将軍足利尊氏は実弟の足利直義に民政と一部軍政を一任していた。直義は鎌倉幕府の旧制に基づいて引付方を設置して所務沙汰にあたってきたが、事務が煩雑化し、更に足利家の家宰であった高師直との確執にも悩まされた。
そこで今までの引付方を廃止して代わりに設置したのが、内談方である。内談方は地域単位で3番に分けて高師直・上杉朝定・上杉重能を頭人に任じて、その下に10人ずつの寄人を配して所務沙汰を審議させたのである。従来の引付方では審議と決定事項に対する将軍の親裁（ただし、当時は直義が代行）は別に分けられていたが、内談方には直義自らが臨席してその場で親裁を行ったこと、引付方には100名近い引付衆がいたが、これを寄人に任じられた30名のみに大幅に削減したこと、直義と反対派の領袖である政敵・高師直がともに列席したために、内談方の決定に異議を挟むことが出来なくなったことに意義があった。また、直義はここに自派の武士を集めて自らの親裁権を確保することで師直を牽制する目的もあったと言われている。
これによって所務沙汰に対する室町幕府の政治的影響力は高まったものの、もう1つの目的である直義と師直の対立に終止符を打つことは出来ずむしろ悪化した。内談方は設置からわずか5年後に師直が上杉重能を捕らえて殺害したことから機能停止に陥り、更に直義と内談方の主要構成員であった直義派の御家人が事実上幕府から去ることとなったために事実上廃止された。その後、直義に替わって民政を担当することになった足利義詮（後の2代将軍）は廃止された引付方をそのまま復活させたために、審議と将軍の親裁は再び分離されるようになった。